# Sergej Alejnikov
Sergej Jevgenjevič Alejnikov, beloruski nogometaš in trener, * 7. november 1961.
Za sovjetsko reprezentanco je odigral 77 uradnih tekem in dosegel šest golov, za belorusko reprezentanco pa je odigral štiri uradne tekme.